# Acantàcies
Les acantàcies (Acanthaceae) són una família botànica que té unes 3500 espècies repartides en 229 gèneres. Només un gènere (Acanthus) amb una espècie (Acanthus mollis) arriba al Principat. La classificació filogenètica col·loca aquesta família en l'ordre dels Lamials i segons el criteri de l'APG, dins el grup dels Euasterids I. El seu nom es deu a un dels primers representats reconeguts, l'acant, una herbàcia emprada en jardineria a tot Europa i les fulles del qual van inspirar en la Grècia antiga la decoració del capitell corinti.

## Característiques
Són plantes herbàcies, arbusts o rarament dels arbres. Aquestes plantes, de vegades enfiladisses o epífites, estan escampades des de les regions temperades a les tropicals. Se'ls troba principalment a l'Índia, Malàisia, l'Àfrica, el Brasil i Amèrica Central.
Té les fulles simples, senceres, oposades i decussades. Les flors són generalment pentàmeres, zigomorfes i hermafrodites amb bràctees molt acolorides i agrupades en inflorescències, cimoses o racemoses. L'androceu correspon a 2 ó 4 estams didímers i amb un ovari súper format per dos carpels soldats. El fruit sol ser una càpsula loculicida.
La fórmula floral d'aquesta família és :{\displaystyle \downarrow \;K_{(5-3)}\;C_{(5-4)}\;A_{5-2}\;G_{\underline {(2)}}}

## Aplicacions
S'utilitza en prescripcions medicinals. Per exemple, Acanthus ilicifolius, la composició química del qual s'ha investigat molt, s'utilitza àmpliament en aplicacions de medicina tradicional inclosa la medicina tradicional índia i xinesa. Diverses parts d'Acanthus ilicifolius s'han utilitzat per tractar l'asma, la diabetis, la lepra, l'hepatitis, les picades de serp i l'artritis reumatoide. Les fulles d'Acanthus ebracteatus, conegudes per les seves propietats antioxidants, s'utilitzen per fer te d'herbes tailandeses a Tailàndia i Indonèsia.
Inclou gèneres d'interès medicinal, como Justicia, amb espècies riques en antidepressius.

## Gèneres
Llista de gèneres acceptats segons el criteri de Germplasm Resources Information Network (GRIN). La major part d'aquests 256 gèneres s'agrupen en tres subfamílies i diverses tribus y subtribus.
| - Subfamilia: Acanthoideae Tribu: Acantheae Gèneres: Acanthopsis - Acanthus - Achyrocalyx - Aphelandra - Blepharis - Crossandra - Crossandrella - Cynarospermum - Cyphacanthus - Encephalosphaera - Geissomeria - Holographis - Neriacanthus - Orophochilus - Rhombochlamys - Salpixantha - Sclerochiton - Stenandrium - Streptosiphon - Strobilacanthus - Xantheranthemum Tribu: Ruellieae Subtribu: Andrographinae Gèneres: Andrographis - Cystacanthus - Diotacanthus - Graphandra - Gymnostachyum - Haplanthodes - Indoneesiella - Phlogacanthus Subtribu: Barleriinae Gèneres: Barleria - Lepidagathis Subtribu: Justiciinae Gèneres: Afrofittonia - Ambongia - Ancistranthus - Angkalanthus - Anisacanthus - Anisotes - Anthacanthus - Aphanosperma - Ascotheca - Asystasia - Ballochia - Brachystephanus - Calycacanthus - Carlowrightia - Celerina - Centrilla - Cephalacanthus - Chalarothyrsus - Chamaeranthemum - Chileranthemum - Chlamydocardia - Chlamydostachya - Chorisochora - Clinacanthus - Clistax - Codonacanthus - Conocalyx - Cosmianthemum - Cyclacanthus - Cylindrosolenium - Danguya - Dasytropis - Dichazothece - Dicladanthera - Dicliptera - Ecbolium - Filetia - Fittonia - Forcipella - Glossocheilus - Graptophyllum - Gypsacanthus - Harpochilus - Henrya - Herpetacanthus - Hoverdenia - Hypoestes - Ichtyostoma - Isoglossa - Jadunia - Juruasia - Justicia - Kalbreyeriella - Linariantha - Mackaya - Marcania - Megalochlamys - Megalostoma - Megaskepasma - Melittacanthus - Metarungia - Mexacanthus - Mirandea - Monechma - Monothecium - Odontonema - Oplonia - Oreacanthus - Pachystachys - Pelecostemon - Peristrophe - Phialacanthus - Podorungia - Poikilacanthus - Populina - Pranceacanthus - Pseuderanthemum - Pseudodicliptera - Pseuderanthemum - Psilanthele - Ptyssiglottis - Pulchranthus - Razisea - Rhinacanthus - Ritonia - Rungia - Ruspolia - Ruttya - Samuelssonia - Sapphoa - Schaueria - Sebastiano-Schaueria - Spathacanthus - Sphinctacanthus - Stenostephanus - Streblacanthus - Tessmanniacanthus - Tetramerium - Thysanostigma - Trichaulax - Trichocalyx - Xerothamnella - Yeatesia Subtribu: Ruelliinae Gèneres: Acanthopale - Aechmanthera - Apassalus - Benoicanthus - Blechum - Bravaisia - Brillantaisia - Brunoniella - Calacanthus - Clarkeasia - Dischistocalyx - Duosperma - Dyschoriste - Echinacanthus - Epiclastopelma - Eranthemum - Eremomastax - Eusiphon - Hemigraphis - Heteradelphia - Hygrophila - Ionacanthus - Kosmosiphon - Leptosiphonium - Louteridium - Lychniothyrsus - Mellera - Mimulopsis - Pararuellia - Petalidium - Phaulopsis - Physacanthus - Polylychnis - Pseudoruellia - Ruellia - Ruelliopsis - Sanchezia - Satanocrater - Sautiera - Spirostigma - Stenosiphonium - Stenothyrsus - Strobilanthes - Strobilanthopsis - Suessenguthia - Trichanthera - Trichosanchezia - Zygoruellia - Subfamilia: Nelsonioideae Gèneres: Anisosepalum - Elytraria - Gynocraterium - Nelsonia - Ophiorrhiziphyllon - Saintpauliopsis - Staurogyne - Subfamilia: Thunbergioideae Gèneres: Anomacanthus - Mendoncia - Meyenia - Pseudocalyx - Thunbergia |